# Україна на Іграх нескорених 2017
Шаблон:Україна на Іграх нескорених
Україна брала участь у Ігри нескорених 2017 року, що проходили у Торонто, Канада, з 24 по 30 вересня 2017 року.

## Медалісти
| Медалі за днями | Медалі за днями | Медалі за днями | Медалі за днями | Медалі за днями | Медалі за днями | Медалі за днями |
| --------------- | --------------- | --------------- | --------------- | --------------- | --------------- | --------------- |
| День            | Дата            |                 |                 |                 | Всього          |                 |
| День 1          | 24-е            | 0               | 0               | 0               | 0               |                 |
| День 2          | 25-е            | 1               | 0               | 1               | 2               |                 |
| День 3          | 26-е            | 1               | 1               | 0               | 2               |                 |
| День 4          | 27-е            | 1               | 0               | 2               | 3               |                 |
| День 5          | 28-е            | 0               | 1               | 0               | 1               |                 |
| День 6          | 29-е            | 1               | 1               | 0               | 2               |                 |
| День 7          | 30-е            | 4               | 0               | 0               | 4               |                 |

| №  | Фото | Прізвище, ім'я, по-батькові    | Вид змагань                         | Медалі                                                |
| -- | ---- | ------------------------------ | ----------------------------------- | ----------------------------------------------------- |
| 1  |      | Будаєвський Павло Олегович     | Плавання                            | Золото — чотириразовий чемпіон                        |
| 2  |      | Пашкевич Василь Михайлович     | Пауерліфтинг                        | Золото — чемпіон                                      |
| 3  |      | Зімніков Олег Олександрович    | Біг на 1500 метрів                  | Золото — чемпіон                                      |
| 4  |      | Ткаченко Олександр Миколайович | Біг на 400 метрів                   | Срібло — призер                                       |
| 5  |      | Торчинський Сергій Георгійович | Штовхання ядра                      | Бронза — призер                                       |
| 6  |      | Панченко Роман Олександрович   | Стрільба з лука серед початківців   | Золото — чемпіон, срібло — призер у командному заліку |
| 7  |      | Рак Валерій Григорович         | Стрільба з лука серед початківців   | Срібло — призер у командному заліку                   |
| 8  |      | Михайлова Катерина Павлівна    | Стрільба з лука серед початківців   | Срібло — призер у командному заліку                   |
| 9  |      | Сидорук Дмитро Юрійович        | Стрільба з лука серед професіоналів | Срібло — призер                                       |
| 10 |      | Писаренко Олександр Юрійович   | Веслування на тренажерах            | Золото — чемпіон                                      |
| 11 |      | Мамонтов Павло Анатолійович    | Веслування на тренажерах            | Бронза — призер                                       |
| 12 |      | Свириденко Вадим Васильович    | Веслування на тренажерах            | Бронза — призер                                       |